# 天尾完次
天尾 完次（あまお かんじ、1933年（昭和8年）9月20日 - 2011年（平成23年）7月3日）は、日本の映画プロデューサー。山口県出身。早稲田大学卒業。

## 経歴
1933年9月20日、山口県生まれ。早稲田大学文学部国文科卒業。小説家志望だったが、石原慎太郎『太陽の季節』（1955年）に打ちのめされて文学を断念、映画界に活路を求めた。
1956年、東映に入社。京都撮影所で量産体制のピーク期にあった時代劇の進行主任を多数つとめ、内田吐夢監督を師と仰いだ。プロデューサーとしての第一作は『若さま侍捕物帖　お化粧蜘蛛』（1962年）。その後、『十三人の刺客』（1963年）、『武士道残酷物語』（1964年）、『十一人の侍』（1967年）等、批評家から高く評価される作品を手がけたが、興行的には振るわなかった。天尾は良い映画を作るが、客を呼べるプロデューサーではない、と社内で評された。
転機が訪れたのは1968年、映画本部長兼京都撮影所長だった岡田茂の指示で、当時興行的に隆盛を極めていたピンク映画を東映でも製作することになり、天尾に白羽の矢が立った。元文学青年の天尾は釈然としない思いにとらわれたが、初めて石井輝男監督と組んで作った『徳川女系図』が大ヒットした。「商売の天才」と天尾が称賛する石井監督との共同作業を通して目から鱗が落ちた天尾は、『徳川女刑罰史』（1968年）、『徳川いれずみ師　責め地獄』（1969年）等を立て続けにヒットさせ、客を呼ぶプロデューサーに変身した。
しかし、石井・天尾コンビの異常性愛路線は、撮影所の内外から激しいバッシングを浴びた。四面楚歌、孤立無援に追い込まれた天尾は、任侠映画路線への対抗意識と意地でこの難局を乗り切ると、池玲子と杉本美樹を起用してピンキー・バイオレンス路線を牽引した。鈴木則文監督『温泉みみず芸者』（1971年）では、当時日本ではまだ一般的ではなかった「ポルノグラフィ」という英語から「ポルノ」という造語を考案、池玲子を日本初の「ポルノ女優」として売り出した。
1973年に東映東京撮影所の企画部長に就任してからは、『新幹線大爆破』（1975年）、菅原文太主演『トラック野郎』シリーズ（1976～79年）、『二百三高地』（1980年）等の話題作、大ヒット作を世に送り出した。
2011年7月3日没。
2013年11月には、シネマヴェーラ渋谷で代表作の特集上映「追悼！天尾完次」が行われた。

## フィルモグラフィー

### 映画
- 若さま侍捕物帖 お化粧蜘蛛（1962年）企画
- 旗本やくざ 五人のあばれ者（1963年）企画
- 狐雁一刀流（1963年）企画
- 十七人の忍者（1963年）企画
- 血と砂の決斗（1963年）企画
- 十三人の刺客（1963年）企画
- 幕末残酷物語（1964年）企画
- 徳川家康（1965年）企画
- 大阪ど根性物語 どえらい奴（1965年）企画
- 十七人の忍者 大血戦（1966年）企画
- 893愚連隊（1966年）企画
- 侠客の掟（1967年）企画
- 十一人の侍（1967年）企画
- 忍びの卍（1968年）企画
- 徳川女系図（1968年）企画
- 温泉あんま芸者（1968年）企画
- 徳川女刑罰史（1968年）企画
- 残酷・異常・虐待物語 元禄女系図（1969年）企画
- 異常性愛記録 ハレンチ（1969年）企画
- 徳川いれずみ師 責め地獄（1969年）企画
- やくざ刑罰史　私刑！（1969年）企画
- 温泉ポン引女中（1969年）企画
- 明治・大正・昭和　猟奇女犯罪史（1969年）企画
- 日本暗殺秘録（1969年）企画
- 江戸川乱歩全集 恐怖奇形人間（1969年）企画
- 殺し屋人別帳（1970年）企画
- 監獄人別帳（1970年）企画
- 温泉こんにゃく芸者（1970年）企画
- 驚異のドキュメント 日本浴場物語（1971年）企画
- 温泉みみず芸者（1971年）企画
- セックスドキュメント 性倒錯の世界（1971年）企画
- 女番長ブルース 牝蜂の逆襲（1971年）企画
- 現代ポルノ伝 先天性淫婦（1971年）企画
- 女番長ブルース 牝蜂の挑戦（1972年）企画
- 徳川セックス禁止令 色情大名（1972年）企画
- 温泉スッポン芸者（1972年）企画
- 女番長ゲリラ（1972年）企画
- 恐怖女子高校 女暴力教室（1972年）企画
- エロ将軍と二十一人の愛妾（1972年）企画
- 女番長（1973年）企画
- セックスドキュメント エロスの女王（1973年）企画
- 鉄砲玉の美学（1973年）企画
- 不良姐御伝 猪の鹿お蝶（1973年）企画
- ポルノの女王 にっぽんSEX旅行（1973年）企画
- 恐怖女子高校 暴行リンチ教室（1973年）企画
- 狂走セックス族（1973年）企画
- 女番長 感化院脱走（1973年）企画
- やさぐれ姐御伝 総括リンチ（1973年）企画
- 恐怖女子高校 不良悶絶グループ（1973年）企画
- 新幹線大爆破（1975年）企画
- 東京ふんどし芸者（1975年）企画
- キンキンのルンペン大将（1976年）企画
- お祭り野郎 魚河岸の兄弟分（1976年）企画
- トラック野郎・望郷一番星（1976年）企画
- トラック野郎・天下御免（1976年）企画
- 犬神の悪霊（1977年）企画
- トラック野郎・度胸一番星（1977年）企画
- ボクサー（1977年）企画
- トラック野郎・男一匹桃次郎（1977年）企画
- 多羅尾伴内（1978年）製作
- トラック野郎・突撃一番星（1978年）企画
- 多羅尾伴内　鬼面村の惨劇（1978年）製作
- トラック野郎・一番星北へ帰る（1978年）企画
- トラック野郎・熱風5000キロ（1979年）企画
- 天使の欲望（1979年）企画
- トラック野郎・故郷特急便（1979年）企画
- 二百三高地（1980年）企画
- さらば、わが友 実録大物死刑囚たち（1980年）企画
- ダンプ渡り鳥（1981年）企画
- 大日本帝国（1982年）企画
- 誘拐報道（1982年）企画
- 日本海大海戦 海ゆかば（1983年）企画
- スパルタの海（1983年）製作
- 白蛇抄（1983年）企画
- 唐獅子株式会社（1983年）企画
- ビッグマグナム 黒岩先生（1985年）企画
- パンツの穴 花柄畑でインプット（1985年）企画
- 童貞物語（1986年）企画
- 極道渡世の素敵な面々（1988年）企画
- 恋子の毎日（1988年）企画
- 悲しきヒットマン（1989年）企画
- 極東黒社会 DRUG CONNECTION（1993年）企画

### テレビドラマ
- 二百三高地　愛は死にますか（1981年、TBS系）企画
- 十三人の刺客（1990年、フジテレビ系）企画

### オリジナルビデオ
- ザ・ヒットマン 血はバラの匂い（1991年）企画
- 白昼の処刑（1992年）企画
- ザ・格闘王（1994年）企画
- ザ・格闘王2（1994年）企画
- 狂犬 Mad Dog（1994年）企画

## 著作
コミック
- ゼロ戦夏子（1983年～1984年、双葉社、作画：篠原とおる）原案

小説
- 極東黒社会（1993年、集英社文庫、上之二郎と共著）平川輝治名義